# Яник Вилдсхут
Яник Вилдсхут (на нидерландски: Yanic Wildschut) е суринамски футболист.

## Кариера
Роден в Амстердам, Холандия, Вилдшут играе за различни младежки отбори, включително Волендам и Алмере Сити, преди да се премести в Аякс, където става продукт на известната академия. Въпреки че има добра година, Wildschut решава да не подновява договора му и той се присъединява към Цволе през юни 2010 г.